# غرفة المناظرة

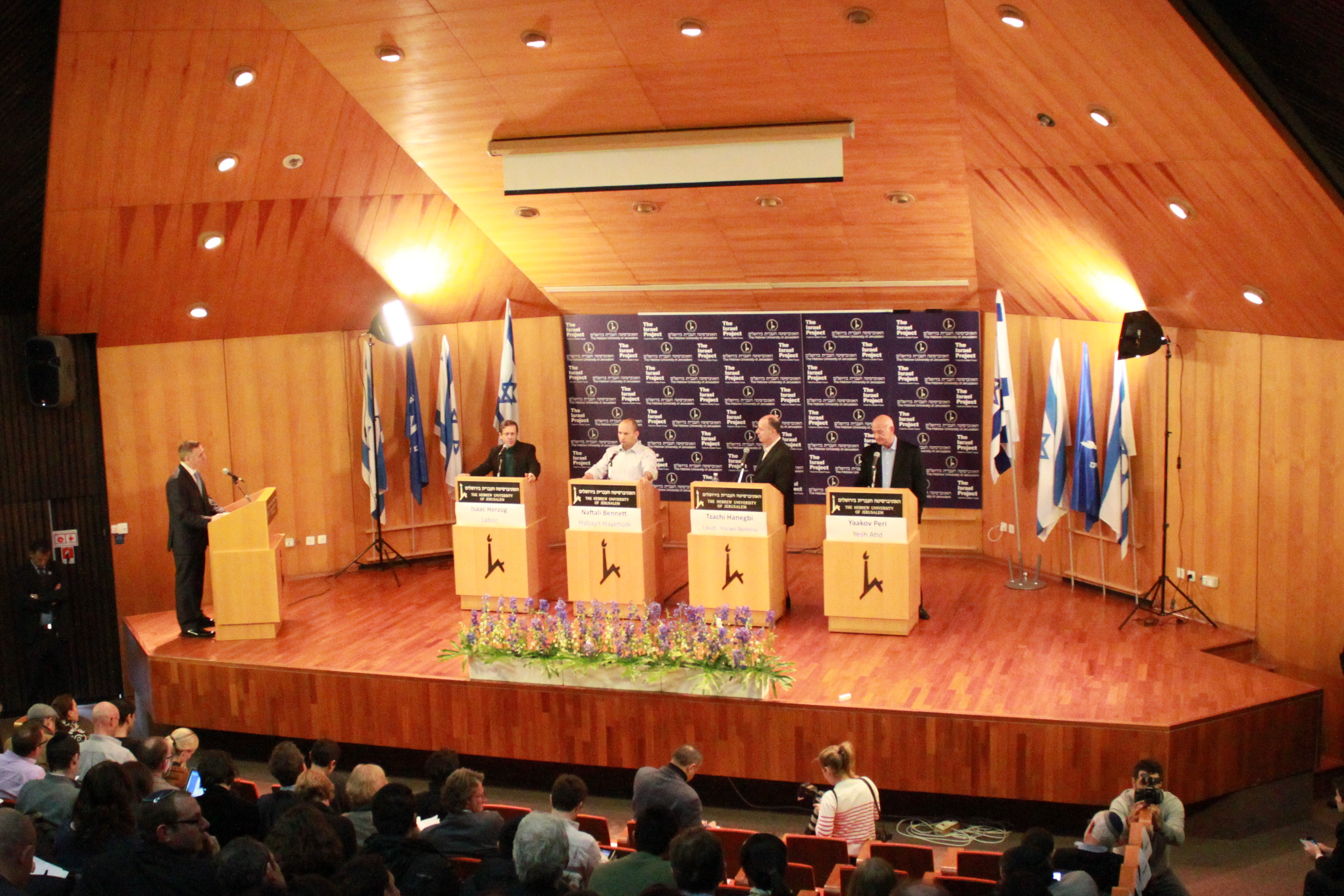
غرفة مناظرة

غرفة المناظرة، هي غرفة يجتمع فيها الأشخاص بهدف المناقشة والمناظرة. تُستخدم غرف المناظرة في الأجهزة الحكومية والتعليمية كالبرلمان والكونغرس ومجلس المدينة، إذ تستخدم في الأعمال الرسمية أو الخطابات غير الرسمية مثل مجلس التداول. تستخدم غرف المناظرة لأغراض تشريعية، إذ تُسمّى بغرفة المجلس أو الغرفة التشريعية أو أي مصطلح مشابه. تستخدم بعض البلدان كنيوزيلندا مصطلح غرفة المناظرة كاسم رسمي للغرفة المحتضنة للهيئة التشريعية الوطنية.

## المناظرة
يمكن عقد المناظرات في أي مكان تقريبًا. تحتوي المناظرات عادة على جمهور، سواء كانت مناظرات غير رسمية أو خطابية بين بعض الأفراد المحددين أو مجموعات صغيرة من الجمهور. لا يشارك الجمهور في المناظرة بشكل مباشر، إذ يُحتمل أن يكونوا بعيدين أو مشاهدين من وراء شاشات التلفاز. تُعرف غرفة المناظرة بأنها المكان الذي ينخرط فيه المشاركون في المناظرة، إذ تحتوي على منصة وحلقة أو طاولة للمجلس أو على مكان للعرض. يجلس الجمهور في مكان منفصل حتى إن لم يكن هناك حدود واضحة بين المشاركين والجمهور. يقف المشاركون عادة في المناظرة وجهًا لوجه أو جنبًا إلى جنب بشكل مروحي، إذ تكون طاولة المشرف (أو الجمهور) في المركز. في حال وجود الجمهور، يقف المشرف في أحد جوانب الغرفة مديرًا ظهره للجمهور (أو للكاميرات). يشارك في هذا النمط من المناظرات أكثر من مشتركين اثنين، ولا يتجاوز عدد المشاركين عادة 15 مشاركًا. إن وصل عدد المشاركين إلى أكثر من 15، يستلزم الأمر وجود هيئة أو جهاز مناظرة رسمي كالهيئة التشريعية، إذ تجتمع هذه الهيئة في مكان أو غرفة محددة مصممة لهذا الغرض.

## علم النفس والهندسة
تؤثر ترتيبات الجلوس على التواصل الشخصي في شقّيه الواعي وغير الواعي. على سبيل المثال، أسفرت المفاوضات المتعلّقة بشكل طاولة التفاوض عن تأخير مباحثات السلام حول حرب فيتنام لمدة عام تقريبًا.
يشمل التواصل الشخصي استخدامًا للحواس البصرية والسمعية، إذ نحتاج إلى تركيز أعيننا وآذاننا (مستقبلاتنا) على محور اهتمامنا. تلعب وجوهنا دورًا مهمًا كمرسلات بصرية ومعلوماتية (مثل التعابير والصوت). إننا نتواجه ونتواصل من خلال تفاعلنا المباشر وجهًا لوجه، إذ نوجّه مستشعراتنا الوجهية وأدوات عرضنا نحو شركائنا في التواصل سواء كانوا أصدقاء أم أعداء. قد تلعب هندسة الموقع دورًا في الدعم أو التأثير على موقع المعارضة/ المواجهة أو التسلسل الهرمي/ الهيمنة أو التعاون/ المساواة. يمكن أن تؤثر هندسة الموقع على الموقع بالمعنى المكاني أو السلوكي أو كليهما معًا، ويمكنها أن تدعم أو تلعب دورًا حاسمًا في موقف الآخر. إن كان تأثير هندسة الموقع مباشرًا، يقف المتشاركون مقابل بعضهم. أمّا إن لم يكن مباشرًا، فيقفون جنبًا إلى جنب. في حال وجود طرفين أو فريقين في المناظرة، يمكن أن يقفا وجهًا لوجه (مشكّلين زاوية مقدارها 180 درجة، في المجابهة) أو جنبًا إلى جنب (مشكّلين زاوية مقدارها 0 درجة، في الشراكة) أو ما بين الوضعيتين (مشكّلين زاوية 90 درجة، في تعاون). هندسيًا، يُعتبر الترتيب الوحيد، لأكثر من شخصين والذي لا يشمل المجابهة، التجمع الدائري لثلاثة مشاركين، إذ يسمح هذا الترتيب بمجالات رؤية متساوية للجميع (يقف المتشاركون مشكّلين زاوية 120 درجة بين بعضهم). يزداد التباين في مجالات الرؤية المتاحة بين الأشخاص المتجاورين أو المتقابلين بشكل مباشر كلما زاد عدد المشاركين، إذ تصبح مواقعهم مواجهة لبعضهم البعض أكثر.
يمكن ملاحظة هذا التأثير في غرف المناظرة وقاعات الاجتماعات وحجر الطعام وطاولات المطاعم. في حال وجود طاولة مستطيلة طويلة، يهيمن الأشخاص الذين يجلسون على رأس أو نهاية الطاولة لأنهم قادرين على رؤية الجميع، ويمكن للجميع رؤيتهم، بينما يبقى الأشخاص الآخرون مقيّدون برؤية من يجلس مقابلًا لهم وحسب. توفّر الطاولات المستديرة أو المربعة أو البيضوية جلوسًا ومجال رؤية متساويين. تزداد المساواة في مجالات الرؤية بين المشاركين كلما قلّ عددهم. أدرك ونستون تشرتشل هذا الأمر فأصرّ على إعادة بناء مجلس العموم (بعد القصف في زمن الحرب)، على أن يكون بنفس الحجم والترتيب للحفاظ على الطبيعة الحميمة للمناظرة وعلى طبيعته العدائية التي وُجد أنها مسؤولة عن شكل الحكومة البريطانية المتضمّن نظام الحزبين المؤيد والمعارض للحكومة.

## ترتيب الجلوس
تُستخدم العديد من ترتيبات الجلوس الشائعة في غرف المناظرة، ومنها الأوديتوريوم والمستطيلة والمروحية والدائرية والهجينة. تختلف أشكال الغرف إذ لا تعكس أو تتطابق بالضرورة مع ترتيبات الجلوس. يستطيع التصميم المعماري للغرفة أن يؤثر على أسلوب النقاش، إذ يشجع التصميم نصف الدائري على النقاش الهادف إلى التوصل لتوافق في الآراء، بينما يشجع ترتيب المواقع بشكل متقابل على النقاش العدائي.

### الأوديتوريوم
يتضمّن تصميم الأوديتوريوم منصّة مواجهة لجمهور كبير، إضافة إلى خشبة مسرح في بعض الأحيان. يعكس النموذج التعليمات المباشرة، إذ يصبح التواصل أحادي الاتجاه خاليًا من التفاعل والتناظر النشط. يقتصر الردّ على التصفيق وعلى صعود المشاركين على المسرح من بين الجمهور أو من وراء الكواليس بهدف تقديم عرض لاحق للجمهور. نادرًا ما يحتضن الأوديتوريوم خطابًا مباشرًا نظرًا لحجمه وشكله.

### المجلس والمحكمة
يعزز تصميم المجلس وقاعة المحكمة التفاعل بين الهيئة (المحكمة أو المجلس أو غيرهم من المسؤولين) والجمهور. يستطيع أعضاء الهيئة الخوض في المناظرات والحوارات فيما بينهم، لا سيما مجلس المسؤولين المنتخبين، لكن هذا الحوار ليس إلا جزءًا صغيرًا من الخطاب، خصوصًا إن كان ترتيب الجلوس طوليًا. نادرًا ما يُستخدم الشكل الطولي في غرفة مجلس المدينة، إذ يجلس القضاة في محكمة قانونية (أكثر من قاض واحد في الجلسة) في خط مستقيم أو شبه مستقيم.

### الهجين
يجمع التصميم الهجين من ترتيبات المقاعد نصف الدائرية والمزدوجة الممر المركزي المنحني من جهة واحدة، والمتّجه نحو نقطة المحور (على سبيل المثال، كرسي المتحدّث) من الجهة الأخرى. أما التصميم الهجين الآخر فهو التصميم المستطيل غير المزدوج إذ يكون الترتيب العام مستطيلًا، كما هو الحال في كل مجموعة من مجموعات المقاعد الثلاثة.

### المروحي
يُستخدم هذا التصميم في العروض المقدمة من قبل شخص واحد أو مجموعة صغيرة تقوم بالتحدث والتقديم أمام جميع أعضاء الغرفة وجهًا لوجه من منصّة (أو شيء مشابه) في النقطة المحورية للغرفة. يكمن التسلسل الهرمي الرئيسي للموقع في المسافة البعيدة للمنصة. يعطي هذا التصميم مكان الصدارة للمنصة، ولا يُعتبر متحيّزًا بطبيعته إذ يُمنح كل عضو في المجموعة الفرصة لمخاطبة المجموعة، فلكلّ شخص موقع متساوٍ مع البقية (نظريًا).

### الدائري
صُوّرت ترتيبات الجلوس الدائرية لأماكن الخطابات منذ أوائل القرن الثاني في قصة الفرسان والطاولة المستديرة. كما هو الحال مع الكثير من الإصدارات الأكثر حداثة، اعتُبر هذا التصميم بمثابة محفل تعاوني. في أواخر أربعينيات القرن الماضي، صُمّمت مرافق مجلس الأمن التابع للأمم المتحدة لدعم التعاون وتجنّب المواجهة.
منذ أوائل تسعينيات القرن الماضي، أُنشئت العديد من غرف المناظرات التي تدعم بتصميمها أسلوب الخطاب التوافقي أو التعاوني. يشمل الأمر مرافق الجمعية التشريعية للشعوب الأصلية وغير الأصلية في شمال كندا وبريطانيا العظمى وبولينيزيا. إذ صُمّم معظمها من أجل الهيئات التي لا تشمل الأحزاب السياسية الرسمية.